# Calcio ai Giochi della XVII Olimpiade
Il torneo di calcio dei Giochi della XVII Olimpiade fu il dodicesimo torneo olimpico di calcio maschile ed il terzo ad essere disputato dalle nazionali olimpiche. Si tenne, oltre che nella città organizzatrice, Roma, in altre sei località italiane (L'Aquila, Firenze, Grosseto, Livorno, Napoli e Pescara) dal 26 agosto al 10 settembre 1960, e fu vinto dalla Jugoslavia.
Alla pari delle edizioni precedenti, potevano essere impiegati solo calciatori dilettanti, ma in questa edizione si aggiunge una regola in più: non potevano essere convocati i calciatori che avevano fatto parte delle rose della fase finale del campionato mondiale di Svezia 1958.

## Squadre partecipanti
Nota bene: nella tabella sottostante si tengono conto solo delle partecipazioni e dei piazzamenti ottenuti dalle nazionali olimpiche.
| Squadre          | Confederazione | Data di qualificazione certa | Motivo della partecipazione                                           | Ultima apparizione | Miglior risultato                        |
| ---------------- | -------------- | ---------------------------- | --------------------------------------------------------------------- | ------------------ | ---------------------------------------- |
| Italia           | UEFA           | 15 giugno 1955               | Rappresentativa nazionale del paese organizzatore                     | Helsinki 1952      | Ottavi di finale (Helsinki 1952)         |
| Argentina        | CONMEBOL       | -                            | 1ª classificata nel gruppo unico della seconda fase di qualificazione | Esordiente         | -                                        |
| Brasile          | CONMEBOL       | -                            | 3º classificato nel gruppo unico della seconda fase di qualificazione | Helsinki 1952      | Quarti di finale (Helsinki 1952)         |
| Bulgaria         | UEFA           | -                            | 1ª classificata nel gruppo 3 della fase finale di qualificazione      | Melbourne 1956     | Bronzo (Melbourne 1956)                  |
| Danimarca        | UEFA           | -                            | 1ª classificata nel gruppo 1 della fase finale di qualificazione      | Helsinki 1952      | Quarti di finale (Helsinki 1952)         |
| Francia          | UEFA           | -                            | 1ª classificata nel gruppo 6 della fase finale di qualificazione      | Helsinki 1952      | Turno di qualificazione (Helsinki 1952)  |
| Gran Bretagna    | nessuna        | -                            | 1ª classificata nel gruppo 5 della fase finale di qualificazione      | Melbourne 1956     | Quarti di finale (Melbourne 1956)        |
| India            | AFC            | -                            | Vincitrice dello spareggio 2 del secondo turno eliminatorio           | Melbourne 1956     | Quarto posto (Melbourne 1956)            |
| Jugoslavia       | UEFA           | -                            | 1ª classificata nel gruppo 4 della fase finale di qualificazione      | Melbourne 1956     | Argento (Helsinki 1952 e Melbourne 1956) |
| Perù             | CONMEBOL       | -                            | 2º classificato nel gruppo unico della seconda fase di qualificazione | Esordiente         | -                                        |
| Polonia          | UEFA           | -                            | 1ª classificata nel gruppo 2 della fase finale di qualificazione      | Helsinki 1952      | Ottavi di finale (Helsinki 1952)         |
| Rep. Araba Unita | CAF            | -                            | 1ª classificata nel gruppo unico della fase finale di qualificazione  | Helsinki 1952      | Ottavi di finale (Helsinki 1952)         |
| Taiwan           | AFC            | -                            | Vincitrice dello spareggio 1 del secondo turno eliminatorio           | Esordiente         | -                                        |
| Tunisia          | CAF            | -                            | 2ª classificata nel gruppo unico della fase finale di qualificazione  | Esordiente         | -                                        |
| Turchia          | nessuna        | -                            | 1ª classificata nel gruppo unico di qualificazione                    | Helsinki 1952      | Ottavi di finale (Helsinki 1952)         |
| Ungheria         | UEFA           | -                            | 1ª classificata nel gruppo 7 della fase finale di qualificazione      | Helsinki 1952      | Oro (Helsinki 1952)                      |

## Stadi
| Città    | Stadio             | Capacità |
| -------- | ------------------ | -------- |
| Roma     | Stadio Flaminio    | 30.000   |
| Napoli   | Stadio Fuorigrotta | 76.824   |
| Firenze  | Stadio Comunale    | 47.282   |
| L'Aquila | Stadio Comunale    | 20.000   |
| Livorno  | Stadio Ardenza     | 19.238   |
| Pescara  | Stadio Adriatico   | 19.500   |
| Grosseto | Stadio Comunale    | 10.200   |

## Formula
Le sedici squadre vennero divise in quattro gironi all'italiana di quattro squadre ciascuno.
Le prime classificate di ogni girone si sarebbero qualificate per la fase ad eliminazione diretta, composta da semifinali, finale per il 3º posto e per il 1º posto.

## Risultati

### Fase a gruppi

#### Gruppo A
| Squadra          | P.ti | G | V | N | P | GF | GS | DR |
| ---------------- | ---- | - | - | - | - | -- | -- | -- |
| Jugoslavia       | 5    | 3 | 2 | 1 | 0 | 13 | 4  | +9 |
| Bulgaria         | 5    | 3 | 2 | 1 | 0 | 8  | 3  | +5 |
| Rep. Araba Unita | 1    | 3 | 0 | 1 | 2 | 4  | 11 | -7 |
| Turchia          | 1    | 3 | 0 | 1 | 2 | 3  | 10 | -7 |

| Arbitro: | Jonni |

|                           |           |  |
| Diev 13’, 58’ Hristov 67’ | Marcatori |  |

| Arbitro: | Leafe |

|                                                                |           |           |
| Rifai 3’ (aut.) Galić 30’ (rig.) Kostić 32’, 61’, 63’ Knez 49’ | Marcatori | 72’ Attia |

| Arbitro: | Helge |

|                                |           |  |
| Najdenov Jordanov 42’ Diev 88’ | Marcatori |  |

| Arbitro: | Orlandini |

|                                    |           |  |
| Kostić 10’, 89’ Galić 46’ Knez 61’ | Marcatori |  |

| Arbitro: | van Nuffel |

|                          |           |                                     |
| Attia 10’ Kottb 58’, 65’ | Marcatori | 15’ Tarhan 30’ Köken 69’ Yalçınkaya |

| Arbitro: | Jonni |

|                     |           |                               |
| Galić 50’, 57’, 69’ | Marcatori | 59’ Kovačev 81’, 89’ Debarski |

#### Gruppo B
| Squadra       | P.ti | G | V | N | P | GF | GS | DR |
| ------------- | ---- | - | - | - | - | -- | -- | -- |
| Italia        | 5    | 3 | 2 | 1 | 0 | 9  | 4  | +5 |
| Brasile       | 4    | 3 | 2 | 0 | 1 | 10 | 6  | +4 |
| Gran Bretagna | 3    | 3 | 1 | 1 | 1 | 8  | 8  | 0  |
| Taiwan        | 0    | 3 | 0 | 0 | 3 | 3  | 12 | -9 |

| Arbitro: | Kandlbinder |

|                                        |           |                          |
| Gérson 2’ China 61’, 72’ Wanderley 64’ | Marcatori | 32’, 87’ Brown 47’ Lewis |

| Arbitro: | Helge |

|                                          |           |                 |
| Rivera 10’, 33’ Fanello 49’ Tomeazzi 67’ | Marcatori | 29’ Mok Chun Wa |

| Arbitro: | Erlich |

|                                            |           |  |
| Gérson 13’, 16’, 47’ Roberto Dias 73’, 87’ | Marcatori |  |

| Arbitro: | van Nuffel |

|                  |           |                     |
| Rossano 11’, 55’ | Marcatori | 23’ Brown 75’ Hasty |

| Arbitro: | Schwinte |

|                             |           |           |
| Rivera 69’ Rossano 70’, 86’ | Marcatori | 4’ Waldir |

| Arbitro: | Kandlbinder |

|                               |           |                       |
| Lewis 35’ Brown 58’ Hasty 85’ | Marcatori | 70’, 88’ Yiu Chuk-Yin |

#### Gruppo C
| Squadra   | P.ti | G | V | N | P | GF | GS | DR |
| --------- | ---- | - | - | - | - | -- | -- | -- |
| Danimarca | 6    | 3 | 3 | 0 | 0 | 8  | 4  | +4 |
| Argentina | 4    | 3 | 2 | 0 | 1 | 6  | 4  | +2 |
| Polonia   | 2    | 3 | 1 | 0 | 2 | 7  | 5  | +2 |
| Tunisia   | 0    | 3 | 0 | 0 | 3 | 3  | 11 | -8 |

| Arbitro: | Liverani |

|                                  |           |                         |
| Sørensen 31’ Nielsen H. 46’, 85’ | Marcatori | 20’ Oleniak 88’ Bilardo |

| Arbitro: | Lo Bello |

|                                          |           |           |
| Pohl 7’, 40’, 42’, 84’, 89’ Hachorek 67’ | Marcatori | 3’ Kerrit |

| Arbitro: | Lo Bello |

|                             |           |             |
| Nielsen H. 15’ Pedersen 86’ | Marcatori | 62’ Gadecki |

| Arbitro: | Zsolt |

|            |           |                  |
| Kerrit 25’ | Marcatori | 15’, 82’ Oleniak |

| Arbitro: | Garan |

|                       |           |  |
| Oleniak 38’ Pérez 55’ | Marcatori |  |

| Arbitro: | Campanati |

|                                    |           |            |
| Nielsen F. 24’ Nielsen H. 27’, 88’ | Marcatori | 48’ Cherif |

#### Gruppo D
| Squadra  | P.ti | G | V | N | P | GF | GS | DR  |
| -------- | ---- | - | - | - | - | -- | -- | --- |
| Ungheria | 6    | 3 | 3 | 0 | 0 | 15 | 3  | +12 |
| Francia  | 3    | 3 | 1 | 1 | 1 | 3  | 9  | -6  |
| Perù     | 2    | 3 | 1 | 0 | 2 | 6  | 9  | -3  |
| India    | 1    | 3 | 0 | 1 | 2 | 3  | 6  | -3  |

| Arbitro: | Erlich |

|                          |           |          |
| Giamarchi 67’ Quédec 90’ | Marcatori | 1’ Uribe |

| Arbitro: | Ben Said |

|                       |           |               |
| Göröcs 23’ Albert 56’ | Marcatori | 79’ Balamaran |

| Arbitro: | Morgan |

|             |           |              |
| Coinçon 82’ | Marcatori | 71’ Banerjee |

| Arbitro: | Bonetto |

|                                                      |           |                  |
| Albert 17’, 87’ Rákosi 27’ Göröcs 33’ Dunai 46’, 63’ | Marcatori | 25’, 79’ Ramírez |

| Arbitro: | Imam |

|                          |           |               |
| Nieri 27’, 53’ Uribe 85’ | Marcatori | 88’ Balamaran |

| Arbitro: | Orlandini |

|                                                     |           |  |
| Albert 12’, 85’ Göröcs 34’, 59’, 77’ Dunai 41’, 79’ | Marcatori |  |

### Fase ad eliminazione diretta
|  | Semifinali     | Semifinali     | Semifinali |           |            | Finale          | Finale          | Finale          |  |
|  |                |                |            |           |            |                 |                 |                 |  |
|  | 1B. Italia     | 1B. Italia     | 1          |           |            |                 |                 |                 |  |
|  | 1B. Italia     | 1B. Italia     | 1          |           |            |                 |                 |                 |  |
|  | 1A. Jugoslavia | 1A. Jugoslavia | 1          |           |            |                 |                 |                 |  |
|  | 1A. Jugoslavia | 1A. Jugoslavia | 1          |           | Jugoslavia | Jugoslavia      | 3               |                 |  |
|  |                |                |            |           | Jugoslavia | Jugoslavia      | 3               |                 |  |
|  |                |                | Danimarca  | Danimarca | 1          |                 |                 |                 |  |
|  | 1D. Ungheria   | 1D. Ungheria   | Danimarca  | Danimarca | 1          | 0               |                 |                 |  |
|  | 1D. Ungheria   | 1D. Ungheria   |            |           |            | 0               |                 |                 |  |
|  | 1C. Danimarca  | 1C. Danimarca  | 2          |           |            | Finale 3º posto | Finale 3º posto | Finale 3º posto |  |
|  | 1C. Danimarca  | 1C. Danimarca  | 2          |           |            |                 |                 |                 |  |
|  |                |                |            |           |            |                 |                 |                 |  |
|  |                |                |            |           |            | Italia          | Italia          | 1               |  |
|  |                |                |            |           |            | Italia          | Italia          | 1               |  |
|  |                |                |            |           |            | Ungheria        | Ungheria        | 2               |  |

#### Semifinali
| Arbitro: | Kandlbinder |

|               |           |            |
| Tumburus 109’ | Marcatori | 107’ Galić |

| Arbitro: | Leafe |

|  |           |                           |
|  | Marcatori | 19’ Nielsen H. 81’Enoksen |

#### Finale per il 3º posto
| Arbitro: | Leafe |

|              |           |                     |
| Tomeazzi 84’ | Marcatori | 32’ Orosz 69’ Dunai |

#### Finale per il 1º posto
| Arbitro: | Concetto Lo Bello |

| |            | |
| Galić 1’ Matuš 11’ Kostić 69’                                                                                   | Marcatori  | 90’ Nielsen F. |
| · Vidinić · 48’ Durković · Jusufi · Žanetić · Perušić · Anković · Matuš · 84’ Galić · Knez · Kostić · Roganović | Formazioni | · From · P. Andersen · Jensen · B. Hansen · H. C. Nielsen · F. Nielsen · Pedersen · Troelsen · H. Nielsen 48’ · Enoksen · J. Sørensen |
| Tirnanić | Allenatori | A. Sørensen |

## Classifica Finale
| Classifica | Classifica       | Classifica |
| ---------- | ---------------- | --- |
|            | Jugoslavia       | Jugoslavia olimpicaP Šoškić, P Vidinić, D Durković, D Jusufi, D Žanetić, C Bego, C Kozlina, C Nikolić, C Perušić, C Roganović, C Sombolac, A Anković, A Galić, A Knez, A Kostić, A Maravić, A Matuš, A Takač, CT: Tirnanić                                                     |
|            | Danimarca        | Danimarca olimpicaP From, P Gaardhøje, P Sterobo, D Andersen, D B. Hansen, D Helbrandt, D Jensen, D Larsen, C Krog, C F. Nielsen, C H. C. Nielsen, A Danielsen, A Enoksen, A J. Hansen, A Mejer, A H. Nielsen, A Pedersen, A Sørensen, A Troelsen, CT: Sørensen                |
|            | Ungheria         | Ungheria olimpicaP Faragó, P Szentmihályi, P Török, D Dalnoki, D Dudás, D Kovács, D Mészöly, D Novák, D Várhidi, C Göröcs, C Orosz, C Rákosi, C Solymosi, A Albert, A Dunai, A L. Pál, A T. Pál, A Sátori, A Vilezsál, CT: Volentik - Baróti                                   |
| 4.         | Italia           | Italia olimpicaP Alfieri, P Baldisseri, D Burgnich, D Cella, D Noletti, D Salvadore, D Trapattoni, D Trebbi, C Bulgarelli, C Ferrini, C Pelagalli, C Rancati, C Rivera, C Rossano, C Tomeazzi, C Tumburus, A Favalli, A Fanello, A Magistrelli, CT: Rocco - Todeschini         |
| 5.         | Argentina        | Argentina olimpicaP Periotti, P Saldías, D De Ciancio, D Díaz, D Ginel, D Grudiña, D Mattos, D Stauskas, C Bilardo, C Blanco, C Lejona, C Rendo, C Zarich, A Bonnano, A Desiderio, A Lorenzo, A Oleniak, A Pérez, CT: Duchini                                                  |
| 5.         | Brasile          | Brasile olimpicaP Carlos Alberto, P Edmar, D Dary, D Décio Teixeira, D Dércio Gil, D Jurandir, D Nonô, D Roberto Dias, C Ivan Brondi, C Gérson, C Jonas, C Maranhão, C Rubens, A China, A Chiquinho, A Macarrão, A Paulinho Ferreira, A Valdir, A Wanderley, CT: Feola         |
| 5.         | Bulgaria         | Bulgaria olimpicaP G. S. Najdenov, P G. I. Najdenov, P Părčanov, D Dimitrov, D Dimov, D Kirčev, D Kitov, D Manolov, D Rakarov, C Diev, C Kovačev, C Largov, A Abadžiev, A Canev, A Debărski, A Iliev, A Jakimov, A Jordanov, A Kolev, CT: Ormandžiev                           |
| 5.         | Francia          | Francia olimpicaP Samoy, P Wettstein, D Bodin, D Bordas, D Gonzales, D Philippe, D Polonia, C Artélésa, C Aygoui, C Baratto, C Samper, A Arab, A Coinçon, A Dubaële, A Élise, A Giamarchi, A Loncle, A Quédec, A Stamm, CT: Rigal                                              |
| 9.         | Gran Bretagna    | Gran Bretagna olimpicaP Pinner, P Wakefield, D Greenwood, D Holt, D McKinven, D Neil, D Thompson, C La. Brown, C Le. Brown, C Coates, C Forde, C Sleap, A Barr, A B. Brown, A Devine, A Hasty, A Howard, A Lewis, A Lindsay, CT: Creek                                         |
| 9.         | Perù             | Perù olimpicaP H. Campos, P Salinas, D Boulanger, D E. Campos, D Carmona, D de Guevara, D Luña, C Arguedas, C Biselach, C Eral, A Altuna, A Cáceres, A Gallardo, A Guzmán, A Iwasaki, A Nieri, A Ramírez, A Ruiz, A Uribe, CT: Orth                                            |
| 9.         | Polonia          | Polonia olimpicaP Fołtyn, P Stefaniszyn, P Szymkowiak, D Florenski, D Grzybowski, D Pala, D Woźniak, C Grzegorczyk, C Strzykalski, C Szczepański, C Zientara, A Brychczy, A Faber, A Gadecki, A Hachorek, A Jarek, A Lentner, A Norkowski, A Pohl, CT: Prouff                  |
| 9.         | Turchia          | Turchia olimpicaP Gökalp, P Küçükbay, D Canlısoy, D Çipiloğlu, D Taner, D Özyazıcı, C Doruk, C Ertan, C Kozan, C Tarhan, A Bayrak, A Köken, A Önüt, A Şensan, A Soydan, A Özaytaç, A Uygun, A Yalçınkaya, A Yıldız, CT: Görkey                                                 |
| 13.        | India            | India olimpicaP Narayan, P Thangaraj, D Chandrasekhar, D Dhillon, D Ghosh, D Latif, C Chhettri, C Franco, C Kempaiah, C Khan, C Lahiri, A Balaram, A Banerjee, A Devdas, A Goswami, A Hakim, A Hamid, A Kannan, A Sunder Raj, CT: Sayed                                        |
| 13.        | Rep. Araba Unita | Rep. Araba Unita olimpicaP Heikal, P Khorshid, D Badawi, D El-Esnawi, D El-Hamouli, D Hussain, D Rifai, C Abdelfattah, C El-Fanagili, C Kotb, C S. Selim, A Attia, A El-Gohary, A El-Sherbini, A Hussein, A Noshi, A Nosseir, A A. Selim, CT: Titkos                           |
| 13.        | Taiwan           | Taiwan olimpicaP Lau S. W., P Yong P. D., D Chan F. H., D Kok K. H., D Lau Y., D Law P., C Chang T. D., C Lam S. Y., C Lau T., C Wong M. W., C Yeung W. T., A Chow S. H., A Kwok Y., A Lo K. T., A Mok C. W., A Ng W. M., A Se T. M., A Wong C. K., A Yiu C. Y., CT: Lee W. T. |
| 13.        | Tunisia          | Tunisia olimpicaP Ayachi, P Kanoun, P Loualid, D Ben Othman, D Chetali, D Dhaou, D Rouatbi, D Seghir, C Hanachi, C Kelibi, C Meddeb, C Sghaïer, A Ben Azzedine, A Ben Yahmed, A Chérif, A Kerrit, A Naji, A Tasco, A Touati, CT: Kristić                                       |

## Classifica marcatori
7 reti
- Galić (1 rigore)

6 reti
- Nielsen H.
- Kostić

5 reti
- Pohl
- Albert
- Dunai
- Göröcs

4 reti
- Oleniak
- Gérson
- Rossano
- Brown

3 reti
- Diev
- Rivera

2 reti
- China
- Roberto Dias
- Debarski
- Nielsen F.
- Balaram
- Tomeazzi
- Knez
- Nieri
- Ramírez
- Uribe
- Hasty
- Lewis
- Attia
- Kottb
- Yiu Chuk-Yin
- Kerrit

1 rete
- Bilardo
- Pérez
- Waldir
- Wanderley
- Hristov
- Kovačev
- Najdenov Jordanov
- Enoksen
- Pedersen
- Sørensen
- Coinçon
- Giamarchi
- Quédec

- Banerjee
- Fanello
- Tumburus
- Matuš
- Gadecki
- Hachorek
- Mok Chun Wa
- Cherif
- Köken
- Tarhan
- Yalçınkaya
- Orosz
- Rákosi

Autoreti
- Rifai (1)